# Bagverdī-ye Soflá
Bagverdī-ye Soflá (persiska: بَگوِردئ سُفلَى, بگوردی سفلی) är en ort i Iran.   Den ligger i provinsen Lorestan, i den nordvästra delen av landet, 400 km sydväst om huvudstaden Teheran. Bagverdī-ye Soflá ligger 1 892 meter över havet och antalet invånare är 303.
Terrängen runt Bagverdī-ye Soflá är varierad.Runt Bagverdī-ye Soflá är det ganska tätbefolkat, med 56 invånare per kvadratkilometer. Närmaste större samhälle är Nūrābād, 16,8 km väster om Bagverdī-ye Soflá. Trakten runt Bagverdī-ye Soflá består i huvudsak av gräsmarker.